# Langues anganes
Ne pas confondre avec les langues enganes.
Les langues anganes sont une famille de langues papoues parlées en Papouasie-Nouvelle-Guinée, dans les montagnes des provinces de Morobe et des Hautes-Terres orientales, ainsi que dans la province du Golfe.

## Classification
Les langues anganes sont rattachées à une famille hypothétique, les langues de Trans-Nouvelle-Guinée. 

## Liste des langues
Selon Foley, les langues anganes sont :
- simbari
- baruya
- ampale
- kawacha
- kamasa
- yagwoia
- ankave
- ivori
- lohiki
- menya
- kapau
- angaataha